# کمیته داده‌های جغرافیایی فدرال
کمیته داده‌های جغرافیایی فدرال (FGDC) یک کمیته دولتی ایالات متحده است که توسعه هماهنگ، استفاده، به اشتراک گذاری و انتشار داده‌های جغرافیایی در سطح ملی را ترویج می‌کند. ۳۲ عضو آن نمایندگانی از دفتر اجرایی رئیس‌جمهور و سطح کابینه و آژانس‌های مستقل فدرال هستند. دبیر وزارت کشور ریاست این کمیته را بر عهده دارد و معاون مدیریت، اداره مدیریت و بودجه (OMB) به عنوان نایب رئیس فعالیت می‌کند